# Robin Sun
Robin Sun (* 30. August 1968 in Heidelberg als Volker Trommler) ist ein deutscher Sänger, Alleinunterhalter, Musikproduzent und Tonstudiobetreiber.

## Leben
Sun ist seit 1981 musikalisch tätig. Seine ersten musikalischen Selbstversuche machte er 1977 beim Erlernen des Orgelspiels. Auf dem Sängerfest 1981 in Kindenheim in der Pfalz trat er erstmals öffentlich auf. Im Jahr 1982 begann er mit dem Singen. 

## Preise
Der Deutsche Rock & Pop Musikerverband verleiht jährlich einen Deutschen Rock & Pop Preis in acht Hauptkategorien und 117 (sic) weiteren Kategorien. 
Sun erhielt in den Jahren 2011 bis 2013 insgesamt 13 erste Preise in einer der 117 weiteren Kategorien.